# هلیه موکسول اسکوآ
هلیه موکسول اسکوآ (دانمارکی: Helge Muxoll Schrøder؛ ۲۷ نوامبر ۱۹۲۴ – ۲ مارس ۲۰۱۲) قایقران روئینگ اهل دانمارک بود.
وی در مسابقات کشوری و بین‌المللی در مجموع برندهٔ ۱ مدال طلا، ۳ مدال نقره شده‌است.